# Thẩm phán
Thẩm phán cũng còn gọi là quan tòa  là người thực hiện quyền xét xử chính tại một phiên tòa, có thể là chủ tọa một mình hoặc là một thành phần trong hội đồng xét xử gồm nhiều thẩm phán.
Các quốc gia khác nhau thì cũng có các quy định khác nhau về quyền hạn, chức năng, cách thức bổ nhiệm, kỷ luật, và đào tạo thẩm phán. Thẩm phán thực hiện việc xét xử một cách không thiên vị tại các phiên tòa công khai. Thẩm phán nghe những người làm chứng và các bên trong vụ án trình bày chứng cứ, đánh giá mức độ xác thực của các bên, và sau đó đưa ra phán quyết về vấn đề được trình bày dựa trên việc giải thích pháp luật và đánh giá chủ quan của mình. Tại một số quốc gia, quyền hạn của thẩm phán được chia sẻ với bồi thẩm đoàn hoặc hội thẩm, trong khi đó một số quốc gia khác lại giảm dần việc chia sẻ quyền hạn này. Trong hệ thống tố tụng hình sự thẩm vấn, thẩm phán đã tham gia vào việc điều tra sẽ không được là thẩm phán xét xử vụ án đó.

## Các biểu tượng gắn liền với thẩm phán
Có rất nhiều truyền thống gắn liền với thứ bậc và chức vị của thẩm phán.
Ở nhiều nơi trên thế giới, thẩm phán mặc áo choàng dài (thường là màu đen hoặc đỏ) và có vị trí ngồi trên một bục cao trong phiên tòa (được gọi là the bench).
Ở một số quốc gia, đặc biệt là các quốc gia thuộc Khối Thịnh Vượng Chung, đôi khi các thẩm phán đội tóc giả màu trắng. Trong nhiều thế kỷ trước, những bộ tóc giả dài là một phần trang phục thông thường gắn liền với thẩm phán trong phiên tòa, nhưng giờ đây chúng chỉ được dùng trong những dịp lễ trang trọng. Hiện nay, trong phiên tòa các thẩm phán có thể đội các bộ tóc giả ngắn, nhìn tương tự nhưng không giống hệt bộ tóc giả của luật sư. Tuy nhiên, truyền thống này đang dần dần bị loại bỏ trong những phiên tòa không liên quan đến các vụ án hình sự.
Ở Mỹ, các thẩm phán thường mặc áo choàng màu đen. Tuy nhiên, tại một số tiểu bang miền Tây, ví dụ như California, các thẩm phán không phải mọi lúc đều mặc áo choàng mà có thể mặc trang phục thông thường. Hiện nay, một số thẩm phán của tòa án tối cao cấp tiểu bang thì mặc các trang phục riêng biệt, ví dụ như tại Tòa Phúc Thẩm bang Maryland. Thẩm phán ở Mỹ sử dụng một chiếc búa mang tính nghi lễ để duy trì trật tự trong phiên tòa, mặc dù thực tế thì thẩm phán dựa vào các trợ lý hoặc chấp hành viên của tòa án và quyền hạn của mình là công cụ chính để làm việc này.
Tại Ý, thẩm phán và luật sư đều mặc áo choàng đen riêng biệt.
Tại Trung Quốc, trước năm 1984 các thẩm phán mặc trang phục thường ngày, kể từ năm 1984, thẩm phán mặc các bộ đồng phục mang kiểu cách quân đội, nhằm thể hiện quyền năng. Đến năm 2000, các bộ đồng phục này được thay thế bằng các bộ áo choàng đen tương tự như trang phục của nhiều nước khác.
Tại Oman, thẩm phán mặc áo thụng (gồm các dải màu đỏ, xanh lá và trắng), còn các luật sư mặc áo thụng màu đen.
Tại Việt Nam, thẩm phán của toà án quân sự mặc lễ phục quân đội; thẩm phán của toà án nhân dân mặc áo choàng đen, gồm quần âu, áo vest màu đen, áo sơ mi màu trắng.

## Tước hiệu và danh xưng
Tại một số nước, thẩm phán được xưng hô bằng các danh xưng cao quý, như Your Honor (tại Mỹ), hoặc "Your Right Honorable Lordship" (Vuestra Señoría Excelentísima or Excelentísimo Señor/Excelentísima Señora).
Tại một số nước khác, thẩm phán được xưng hô bằng chức vị của mình (Ông/Bà Chủ toạ phiên toà), như thẩm phán ở Ý được xưng hô là Signor presidente della corte, tương tự là tại Đức Herr Vorsitzender/Frau Vorsitzende.
Tại Việt Nam, trong phiên toà, thẩm phán cùng với các hội thẩm nhân dân được xưng hô chung là "Quý Toà", (ví dụ: khi thẩm phán hỏi một đương sự trong vụ án thì đương sự đó có thể trả lời bằng mở đầu câu là: Thưa Quý Toà). Khi được nhắc đến với tư cách là ngôi thứ ba trong câu nói thì thẩm phán được gọi đơn giản là "(Ông/Bà) Thẩm phán" (ví dụ: một người có thể nói Thẩm phán Nguyễn Văn A là chánh án toà án nhân dân tỉnh B).